# Phiên tòa xét xử các lãnh tụ độc lập của Catalunya
Phiên tòa xét xử các lãnh tụ độc lập của Catalunya (Causa Especial 20907/2017 hoặc ngắn gọn là Causa del procés) là phiên tòa diễn ra từ ngày 12 tháng 2 năm 2019 bởi Tòa án Tối cao Tây Ban Nha. 7 thẩm phán trực tiếp điều hành phiên tòa do Manuel Marchena làm chủ tọa. Thẩm phán Pablo Llarena tham gia đối chất trong giai đoạn tháng 10 năm 2017 tới tháng 7 năm 2018 cùng 12 nhân vật liên quan, bao gồm phó thủ hiến Oriol Junqueras cùng các thành viên chủ chốt của ban lãnh đạo vùng Catalyuna như Jordi Sànchez, Jordi Cuixart và nhà phát ngôn Carme Forcadell. Nhiều bị cáo đã chịu thi hành án ngay từ khi bắt giữ và hiệu lực bản án được tính từ trước khi phiên tòa này diễn ra.
Phiên tòa là hệ quả trực tiếp từ sự kiện trưng cầu dân ý gây tranh cãi vào năm 2017. Sau khi Tòa án Tối cao Tây Ban Nha hủy bỏ kết quả sự kiện này vì cho là vi hiến, một cuộc khủng hoảng Hiến pháp đã diễn ra khi toàn bộ yêu cầu liên quan có trong Hiến pháp Tây Ban Nha và Đạo luật tự trị của Catalunya đã bị bác bỏ, và tuyên bố độc lập của vùng tự trị này trở nên vô hiệu vào ngày 27 tháng 10 năm 2017.
Các bản án được tuyên vào ngày 12 tháng 6 năm 2019. Hội đồng thẩm phán đã quyết định họp và công bố bản án vào ngày 14 tháng 10 năm 2019. 9 trong số 12 bị cáo bị kết tội kích động công chúng và 4 trong số họ có thêm tội danh lạm dụng công quỹ với mức tù giam từ 9 tới 13 năm. 3 bị cáo khác bị tuyên trái lệnh công vụ và được hương án treo. Tòa án Tối cao từ chối quy án về tội đảo chính. Một số bị cáo ngay lập tức viết đơn kháng cáo lên Tòa án Hiến pháp Tây Ban Nha và Tòa án Nhân quyền châu Âu. Bản án đã gây nên hàng loạt biểu tình tại Catalyuna.